# Adolf Pokorny
Adolf  Pokorny (Viena, Áustria, 26 de Julho de 1895 - ?) foi um dermatologista e médico clínico geral.
Pokorny participou de março de 1915 até setembro de 1918 como soldado na Primeira Guerra Mundial.
Durante a Segunda Guerra Mundial, Pokorny trabalhou no exército alemão. Pokorny foi julgado no Processo contra os Médicos em agosto de 1947, por experimentos com prisioneiros, sendo considerado inocente.